# Куцак, Андрей Аверьянович
Андрей Аверьянович Куцак (17 июля 1903, д. Жерденовка Подольской губернии (ныне Гайсинский район Винницкой области Украины), Российская империя — 12 января 1974, г. Минск) — советский партийный и государственный деятель. Член ВКП(б).

## Биография
В 1924 году окончил Высшие педагогические курсы в г. Гайсине, после работал учителем.
В 1925 — 1928 годах на службе в РККА.
После демобилизации поступил в Тифлисский лесотехнический институт, после его окончания работал на Гомельском деревообрабатывающем комбинате, буквально через три года став его директором, пройдя путь от мастера цеха и главного инженера.
В 1939 году был избран третьим секретарем Гомельского горкома КП(б)б, с января 1941 года — секретарь Гомельского обкома КП(б)Б по кадрам.
В августе 1941 — ноябре 1942 года находился на посту секретаря Гомельского подпольного обкома КП(б)Б, возглавлял чрезвычайную комиссию по эвакуации предприятий, с июля 1942 года комиссар группы партизанских отрядов.
В августе 1943 года был назначен уполномоченным ЦК КП(б)Б и ЦШПД на Центральном фронте.
После освобождения Беларуси был вновь избран секретарем Гомельского обкома КП(б)Б, с 1948 года — второй секретарь обкома.
С сентября 1952 года по январь 1954 года работал председателем Гомельского областного исполнительного комитета, после по июль 1956 года был первым заместителем председателя.
С июля 1956 года в Минске — работал в деревообрабатывающей промышленности: был назначен министром созданного Министерства бумажной и деревообрабатывающей промышленности БССР, после его упразднения в 1957 году работал начальником Главного управления бумажной и деревообрабатывающей промышленности Белорусского СНХ, затем до 1963 года был первым заместителем начальника.
Кандидат в члены ЦК КПБ (1940—1960), депутат Верховного Совета БССР (1951—1959).

## Награды
Андрей Куцак награждён:
- Орденом Ленина,
- Орденом Трудового Красного Знамени,
- Орденом Красной Звезды,
- Орденом «Знак Почета»,
- Медалью «Партизану Отечественной войны» 1 степени
- Медалью «Партизану Отечественной войны» 2 степени
- 12 медалями